# Ellipteroides brunnescens
Ellipteroides brunnescens är en tvåvingeart som först beskrevs av Edwards 1926.  Ellipteroides brunnescens ingår i släktet Ellipteroides och familjen småharkrankar. Inga underarter finns listade i Catalogue of Life.